# ریبنیک (بلغارستان)
ریبنیک (به بلغاری: Ribnik) یک منطقهٔ مسکونی در بلغارستان است که در شهرستان پتریچ واقع شده‌است.